# بديهة
البديهة، وكذا البداهة، هي مجيء الكلام على السليقة بدون أعمال فكر. وفي اصطلاح البلغاء هي أن ينشئ الكاتب أو الشاعر كلاما بدون أدنى تمهل، ويسمى هذا أيضا ارتجالا. وعليه فالمعنى الاصطلاحي أخص من المعنى اللغوي كما لا يخفى، لأنه الكلام أعم من الإنشاء وغيره.